# La Pucelle
Pour les articles homonymes, voir Pucelle.
La Pucelle est un roman historique d’Hubert Monteilhet, publié en 1988.
L'intrigue permet de découvrir, au début du XVe siècle, tout d'abord Venise (neuf chapitres), puis la France de Charles VII, puis celle d’Henri VI (avec escapades en Angleterre et à Bruges).

## Histoire
Monteilhet enrobe les heurs et malheurs de Jeanne d’Arc de ceux d’un jeune vénitien. L’histoire du narrateur, Pietro, vient donc en contrepoint de celle de Jeanne.
Pietro, héritier d’une richissime famille vénitienne, tombe fou amoureux d’une esclave de sa mère, esclave remarquablement éduquée, très pieuse de surcroît. Il fait peu à peu, sur la jeune fille, une cascade d’ahurissantes découvertes. Mais il est dit que rien ne le rebutera. Il épouse secrètement sa conquête.
Désespérant de guérir son fils, la mère renvoie l’esclave dans la maison d'abattage d’où elle l’a tirée. Quant au jeune homme, il est expédié dans une France à deux rois, sous le prétexte d’une mission auprès de l’un d’eux, Charles VII de France.
Passant de la riche Venise à la France de la Guerre de Cent Ans, Pietro se pose la question : « Comment peut-on être Français ? » Les aberrations d’un système féodal à la petite semaine, l’incompétence, le désordre, la misère, la superstition ambiante, l’intrusion du spirituel dans le politique ne manquent pas d’être décortiqués cruellement par le jeune Vénitien, patriote ardent, qui juge à l’aune du réalisme triomphant de sa république marchande.
Le regard que Pietro porte sur Jeanne d’Arc et sur son entreprise ne manque pas non plus de sévérité (le caractère buté de la Pucelle, les exactions commises par ses troupes ne sont pas escamotés). Pietro se prend néanmoins d’affection pour ce personnage hors du commun, il cerne son rôle déterminant, il admire son intégrité : « Il y avait chez la Pucelle une évidente qualité d’être qui forçait l’estime. » Il s’alarme aussi de son attitude suicidaire. Là-dessus, le romancier Monteilhet a sa petite idée. Il fournit une explication toute concrète.
Tout en suivant l’épopée de la Pucelle, Pietro règle à distance, avec une sanglante détermination, ses affaires vénitiennes. Elles réservent au lecteur, jusqu’au bout, des rebondissements sidérants.